# پلکوسنیمی
پِلْکوسِنیمی (به فنلاندی: Pelkosenniemi) یک منطقهٔ مسکونی در فنلاند است که در لاپلند واقع شده‌است.

## خواهرخوانده
شهر آلاکورتی خواهرخواندهٔ پلکوسنیمی هست.